# エドサル (護衛駆逐艦)
| USS Edsall |                                                                                              |
| 艦歴       |                                                                                              |
| 発注:      |                                                                                              |
| 起工:      | 1942年7月2日                                                                                 |
| 進水:      | 1942年11月1日                                                                                |
| 就役:      | 1943年4月10日                                                                                |
| 退役:      | 1946年6月11日                                                                                |
| その後:    | 1969年7月にスクラップとして売却                                                              |
| 除籍:      | 1968年6月1日                                                                                 |
| 性能諸元   |                                                                                              |
| 排水量:    | 基準：1,200トン 満載：1,590トン                                                              |
| 全長:      | 306 ft 0 in (93.27 m)                                                                        |
| 全幅:      | 36 ft 7 in (11.15 m)                                                                         |
| 吃水:      | 12 ft 3 in (3.7 m) 最大                                                                      |
| 機関:      | FMディーゼルエンジン4基 2軸推進 6,000 shp (4.5 MW)                                           |
| 最大速:    | 21ノット (39 km/h)                                                                           |
| 航続距離:  | 9,100海里（12ノット時）                                                                      |
| 兵員:      | 士官8名 下士官兵201名                                                                        |
| 兵装:      | 3インチ砲3門、連装40mm機銃1基 20mm砲8基 21インチ魚雷発射管3基 ヘッジホッグ1基、爆雷軌条2基、 |

エドサル(USS Edsall, DE-129)はアメリカ海軍の護衛駆逐艦。エドサル級の1番艦。艦名は米西戦争で戦死した水兵、ノーマン・エドサルに因む。その名を持つ艦としては2隻目。

## 艦歴
エドサルは1942年7月2日にテキサス州オレンジのコンソリデイティッド鉄鋼会社で起工、1942年11月1日にベッシー・エドサル・ブラーセイ夫人（ノーマン・エドサルの妹）によって進水、1943年4月10日に艦長E・C・ウッドワード少佐の指揮下就役する。
エドサルはノーフォークで訓練艦として1943年6月20日から8月6日まで護衛艦に乗り組む予定の兵士に対して教育を行い、その後マイアミで駆潜艇訓練センターと共に訓練を行った。1944年3月にテキサス州ガルベストンで第59護衛部隊に配属され、タンカー船団に合流、3月24日に旗艦となる。エドサルはメキシコ湾からニューヨーク、ノーフォークへ、およびニューファンドランド島のアージェンティアへの護衛任務を継続した。5月にバーミューダへ向けて出航し、イタリアの潜水艦を使用した対潜水艦戦試験に参加する。
1944年7月1日から1945年6月3日までエドサルは大西洋航路で7回活動し、地中海及びイギリスへ向かう船団の護衛任務に従事した。6回目の護衛任務でニューヨークからリバプールに向かう途中の1945年4月10日、エドサルは僚艦と共に衝突事故を起こした2隻のタンカーの救援に向かう。エドサルは生存者の捜索と火災消火を支援した。
1945年6月24日に太平洋へ向けて出航する。しかしながら真珠湾で訓練の間に第二次世界大戦は終了し、エドサルは帰国する。フロリダ州グリーンケーブスプリングスで1946年6月11日に退役する。
エドサルは1968年6月1日に除籍され、1969年7月にスクラップとして売却された。